# Года (дворянин)
Года (лат. Godas) — вандальский дворянин, назначенный королём Гелимером наместником Сардинии, однако затем восставший против него.

## Биография
Его ранняя жизнь осталась неизвестной, известно лишь то, что он был готом по происхождению и рабом Гелимера, назначенный им наместником Сардинии. Через некоторое время Года восстал против своего короля и послал послов византийскому императору Юстиниану I, прося покровительства и защиты от вандалов. Император отправил в помощь мятежнику четыреста воинов во главе с архонтом Кириллом.
В ответ Гелимер отобрал сто двадцать самых быстроходных и крепких кораблей и пять тысяч воинов под предводительством своего брата Цазо и послал их в Сардинию. Согласно Прокопию Кесарийскому, Цазо высадился в Кальяри и сразу же захватил город, убив Году и его солдат вместе с ним. Военная экспедиция, посланная Юстинианом для его поддержки, не смогла вовремя добраться до Годы.
Восстание Годы оказалось фатальным для королевства вандалов, так как пока Цазо находился вдали от основной части сил вандалов, византийская армия под командованием Велизария беспрепятственно высадилась возле Капутвады с намерением вернуть Северную Африку Византийской империи. Затем Велисарий разгромил оставшиеся отряды вандалов и захватил Карфаген, прежде чем Цазо успел вернуться домой.